# Federico Prieto Celi
Federico Ramón Prieto Celi (Lima, Perú, 16 de abril de 1940) es un periodista, ensayista y profesor universitario peruano. Es autor de libros que tratan sobre la coyuntura política de su país como Así se hizo el Perú, Regreso a la Democracia, Rescate en Lima, El Deportado, entre otros.

## Biografía
Sus padres fueron el médico Matías Prieto Delgado y Rosa Elisa Celi de Prieto. Estudió primaria y secundaria en el Colegio de los Sagrados Corazones Recoleta de Lima. Es doctor en Derecho canónico por la Universidad Pontificia de Santo Tomás de Aquino (Roma, Italia) y Licenciado en Ciencias de la Comunicación por la Universidad de Navarra (Pamplona, España). Tiene título de Periodista por la Universidad Nacional Mayor de San Marcos (Lima, Perú) y ha seguido el Programa de Dirección General (PDG) para funcionarios del Estado en el Programa de Alta Dirección (PAD) de la Universidad de Piura. El 17 de noviembre de 2015, la Universidad Nacional Mayor de San Marcos le otorgó la distinción Medalla de Honor San Marquina en grado de Gran Oficial.

## Carrera periodística
Prieto Celi integró el departamento editorial del diario La Prensa (1967-1974),siendo director este entre el 4 de junio y el 24 de agosto de 1984. Asimismo, fue miembro del Comité de redacción de “Opinión Libre” (1972-1978). Fue deportado en 1974 a Argentina por defender la libertad de expresión durante el gobierno militar de Juan Velasco Alvarado. En 1975 regresó al Perú.
En 1978 fue subdirector del diario "El Callao". En 1985 comentarista de política del diario "El Nacional". Colaboró en el diario "El Comercio" desde 1987 hasta 2014. En 1988 fue coordinador y editor de suplementos del diario "Expreso" hasta 1990.
En la década de los 90 su presencia en la televisión tuvo dos etapas: como conductor del Programa “Controversia” de Canal 13 —junto a Francisco Eguiguren Praeli— en el marco del proceso electoral entre Mario Vargas Llosa y Alberto Fujimori; y como director periodístico del Canal 11 RBC TV (1990-1991).
Federico Prieto fundó en 1992 la empresa Realidades S. A. para editar la revista Signo Educativo —del Consorcio de Centros Educativos Católicos— y el suplemento semanal “Escolar” —del diario "Expreso". En 2003, la compañía amplió sus actividades como consultora de comunicación.

## Sector público
Fue asesor del ministro Alfonso Grados Bertorini y director general de Formación Profesional del Ministerio de Trabajo y Promoción de Empleo (1981-1983). Colaboró con el ministro en la promoción de la concertación social entre empresarios, trabajadores y el Estado.
En 1994 fue secretario General del Ministerio de Educación e Intendente de la Superintendencia Nacional de Salud (2007-2008). Representó al Perú en las reuniones del CINTERFOR en Caracas y Washington (1982-1983); y en las Conferencias de la Unesco en Montevideo y Ginebra (1994-1995).

## Docencia universitaria
Prieto Celi fue profesor ordinario de la Escuela Superior de Relaciones Públicas del Perú (1966-1973) y de la Escuela Superior de la Marina de Guerra del Perú (1987- 1989). Conferencista en la Escuela de Altos Estudios Nacionales (1988). Profesor principal de la Universidad de Piura (1969-1999). Profesor de Relaciones Internacionales en el Programa de Formación de Humanidades de la Escuela de Dirección Intermedia (CAME), en Lima (1997-1998). Profesor de Medios Peruanos Comparados en la Universidad San Ignacio de Loyola (2005). Profesor Extraordinario del PAD, Escuela de Alta Dirección de la Universidad de Piura (2000-2015).

## Obras
| N.º | Obra                                                                                   | Año de publicación      |
| --- | -------------------------------------------------------------------------------------- | ----------------------- |
| 1   | La alternativa democrática                                                             | 1976                    |
| 2   | El deportado                                                                           | 1978                    |
| 3   | Regreso a la Democracia                                                                | 1975-1980               |
| 4   | En torno a la concertación social                                                      | 27 de abril de 1983     |
| 5   | De la infancia, del amor, y de la muerte                                               | 12 de diciembre de 1985 |
| 6   | El desarrollo invisible, ensayo sobre el Perú                                          | 1988                    |
| 7   | El golpe                                                                               | 1992                    |
| 8   | Rescate en Lima. Crónica de la crisis de los rehenes                                   | 1997                    |
| 9   | Ética del desarrollo personal y social. Bases para la formación moral de la persona    | 1999                    |
| 10  | El mensaje de Fátima ISBN 9972-9762-1-1                                                | 1917-2000               |
| 11  | Las encíclicas de la solidaridad. De León XIII a Juan Pablo II                         | 2003                    |
| 12  | La fuerza creadora de la educación ISBN 9972-1-0284X                                   | 2006                    |
| 13  | El Trigo y la Cizaña                                                                   | 2007                    |
| 14  | Así se hizo el Perú. Crónica política de 1939 a 2009 ISBN 978-9972-09-317-3            | 2010                    |
| 15  | Huellas de púrpura. Líderes espirituales de la Iglesia Católica en el Perú (1945-2019) | 2019                    |
| 16  | Así se hizo el Perú. Crónica política de 1939 a 2018                                   | 2019                    |
| 17  | La Prensa. El alma del siglo XX en el Perú (1903-1984)                                 | 2024                    |

## Escritos o editados con seudónimo
| N.º | Escritos o editados con seudónimo                                        | Año de publicación           |
| --- | ------------------------------------------------------------------------ | ---------------------------- |
| 1   | La puerta señalada. Vida de San Juan Masías                              | junio-julio de 1975          |
| 2   | A la sombra del patíbulo. Vida del cardenal de Hungría Jozsef Mindszenty | agosto de 1975               |
| 3   | Mensaje de dos mundos y el secreto mejor guardado del mundo              | septiembre-noviembre de 1975 |